# Henricus Cockuyt
Henricus Cockuyt, född 14 juli 1903, död 3 december 1993, var en friidrottare från Belgien. Han deltog vid olympiska sommarspelen 1924.